# KBS 2TV 목금 드라마
KBS 2TV 목금 드라마는 대한민국의 KBS 2TV에서 매주 목요일과 금요일에 방송되었던 TV 드라마 작품이다.

## 방송 시간
| 방송 채널 | 방송 기간                         | 방송 시간                      | 방송 분량 |
| --------- | --------------------------------- | ------------------------------ | --------- |
| KBS 2TV   | 1982년 1월 28일 ~ 1984년 3월 30일 | 매주 목요일 · 금요일 밤 시간대 | 60분      |

## 작품 리스트
|  | - 아래의 텔레비전 드라마 중 2002년 11월 이후에 시청 가능 연령을 표시하는 드라마 등급 제도를 의무적으로 시행하고 있습니다. - 2017년 3월 1일부터 TV 프로그램 등급 표시 외에 주제, 폭력성, 선정성, 언어, 모방 위험 등 분류 사유 표시를 의무적으로 시행하고 있습니다. |

### 1982년
- 《사랑의 조건》 : 1982년 1월 28일 ~ 1982년 5월 7일
- 《아내》 : 1982년 5월 13일 ~ 1982년 11월 12일
- 《여자의 강》 : 1982년 11월 18일 ~ 1983년 3월 25일

### 1983년
- 《안개》 : 1983년 3월 31일 ~ 1983년 10월 28일
- 《백조부인》 : 1983년 11월 3일 ~ 1984년 3월 30일 (해당 프로그램을 마지막으로 KBS 2TV 목금 드라마 폐지)

## 같이 보기
- KBS 2TV 수목 드라마
- KBS 2TV 목요 드라마
- KBS 2TV 금요 드라마